# Keisuke Sekiguchi
Keisuke Sekiguchi (関口 圭亮 Sekiguchi Keisuke?, nacido el 4 de noviembre de 1986 en Okayama) es un exfutbolista japonés. Jugaba de delantero y su último club fue el Fagiano Okayama de Japón.

## Trayectoria

### Clubes
| Club                       | País  | Año         |
| -------------------------- | ----- | ----------- |
| Fagiano Okayama            | Japón | 2006 - 2009 |
| Unsommet Iwate Hachimantai | Japón | 2009        |